# Épineux-le-Seguin
Épineux-le-Seguin is een plaats en voormalige gemeente in het Franse departement Mayenne in de regio Pays de la Loire en telt 168 inwoners (2005). De plaats maakt deel uit van het arrondissement Laval.
Op 1 januari 2017 fuseerde de gemeente met Ballée tot de commune nouvelle Val-du-Maine.

## Geografie
De oppervlakte van Épineux-le-Seguin bedraagt 9,4 km², de bevolkingsdichtheid is 17,9 inwoners per km².
De onderstaande kaart toont de ligging van Épineux-le-Seguin met de belangrijkste infrastructuur en aangrenzende gemeenten.

## Demografie
Onderstaande figuur toont het verloop van het inwonertal (bron: INSEE-tellingen).